# マイ・シェリー・アモール (アルバム)
『マイ・シェリー・アモール』 (My Cherie Amour ) は、1969年に発表されたスティーヴィー・ワンダーのアルバム。

## 特徴
1969年8月に発売されたトータルとして13枚目のアルバムである。この年、スティーヴィーはミシガン盲学校の基礎過程を終了している。当時のスティーヴィーは作曲家としての才能を開花させ、何かに触発されるとそれをすぐ曲にし、ある月には150曲もの作品を作ったという話がある。「歌うよりも、曲作りの方が好きだった」と彼自身は語っている。
タイトル曲の「マイ・シェリー・アモール」は、1969年1月、アルバム『フォー・ワンス・イン・マイ・ライフ』の中からシングルカットされた「アイ・ドント・ノウ・ホワイ」のB面として収録されたものであるが、A面のこの曲がビルボードで最高位39位だったのに対し、B面の「マイ・シェリー・アモール」の方は4位を獲得している。
アルバム収録の「イェスター・ミー」は「フォー・ワンス・イン・マイ・ライフ」を作曲したロン・ミラーによるもので、最高位7位まで到達している。スタンダード曲「ハロー・ヤング・ラヴァーズ」はオスカー・ハマースタイン2世/リチャード・ロジャーズによるもので、同じくスタンダードの「いそしぎ」などが目立つ中で、ドアーズのカヴァー曲「ハートに火をつけて」ではスティーヴィーのハーモニカ演奏を聞くことができる。さらに、Side2の4曲目「アンジー・ガール」、5曲目の「ギヴ・ユア・ラヴ」はスティーヴィーの当時のガールフレンド、アンジーについて歌ったものであり、作詞家のシルヴィア・モイはスティーヴィーのオリジナル曲に「アンジー」の名前が多出するため、別の女の子の名前に差し替えたり、削ったりする作業に追われた、という。
同年、スティーヴィーはライブ活動を積極的に行い、ロンドンのハマースミス・オデオンを皮切りとする3月の2週間ほどのイギリス公演、6月にはニューヨークのアポロ劇場でヘッドライナーとりを勤め、夏には同様に「ハーレム・カルチュア・フェスティバル」という野外イベントでウッドストックコンサート1週間前のスライ&ザ・ファミリー・ストーンとも共演し、ヘッドライナーの役割を果たした。
この年にはビートルズの解散もあり、ダイアナ・ロスのスプリームスからの脱退、マーサ&ザ・ヴァンデラスのツアー中止、ドラマーのベニー・ベンジャミンの交通事故死と、モータウンにとっても変革の年でもあった。そんな中でモータウンに育てて貰った奇蹟の少年スティーヴィーは成年へと成長し、モータウンを牽引する立場へと変わっていったのである。

## 収録曲
Side 1
1. "My Cherie Amour" (Henry Cosby, Sylvia Moy, Wonder) – 2:54　マイ・シェリー・アモール
2. "Hello, Young Lovers" (Oscar Hammerstein, Richard Rodgers) – 3:05　ハロー・ヤング・ラヴァーズ
3. "At Last" (Mack Gordon, Harry Warren) – 2:51 アット・ラスト
4. "Light My Fire" (Densmore, Krieger, Manzarek, Morrison) – 3:25　ハートに火をつけて
5. "The Shadow of Your Smile" (Johnny Mandel, Paul Francis Webster) – 2:41　いそしぎ
6. "You and Me" (Beatrice Verdi, Deke Richards) – 2:45　君と僕

Side 2
1. "Pearl" (Richard Morris) – 2:42　真珠
2. "Somebody Knows, Somebody Cares" (Henry Cosby, Sylvia Moy, Lula Mae Hardaway, Wonder) – 2:33　誰かが知っている
3. "Yester-Me, Yester-You, Yesterday" (Ron Miller, Bryan Wells) - 3:06　イエスター・ミー
4. "Angie Girl" (Henry Cosby, Sylvia Moy, Wonder) – 2:56　アンジー・ガール
5. "Give Your Love" (Henry Cosby, Don Hunter, Wonder) – 3:15　ギヴ・ユア・ラヴ
6. "I've Got You" (Sylvia Moy, Wonder) – 2:35　あなたは僕のもの